# Albert Camille Vital
Albert Camille Vital (Toliara, 18 de julio de 1952) es un político y militar malgache que fue Primer ministro de Madagascar desde el 20 de diciembre de 2009 hasta el 2 de noviembre de 2011.

## Carrera
Fue nombrado Primer ministro por el presidente Andry Rajoelina sustituyendo a Eugene Mangalaza que era considerado un político de consenso. La oposición consideró que el nombramiento era ilegal y la BBC lo calificó como un paso atrás por el nombramiento de un militar y al decidir Rajoelina no compartir el poder. Por su parte, Camille Vital pidió a la oposición que colabarara y justificó su nombramiento por la "terrible situación" del país. En 2011 Rajoelina accedió a formar un gobierno de consenso y nombró a un representante de la oposición, Omer Beriziky, nuevo primer ministro.